# Pedicinus pictus
Pedicinus pictus är en insektsart som beskrevs av Ferris 1934. Pedicinus pictus ingår i släktet Pedicinus och familjen Pedicinidae. Inga underarter finns listade i Catalogue of Life.